# Карпаты (футбольный клуб, Яремче)
«Карпаты» — украинский футбольный клуб из Яремче Ивано-Франковской области.

## История
В 1985 году по инициативе известного игрока ивано-франковского «Спартака» Дмитрия Холявы в Яремче рождается футбольный коллектив под названием «Спартак» Яремче. Команда выступает в чемпионате области среди команд группы «В». В 1989 году «Спартак» добывает путёвку во вторую областную лигу, в которой выступает уже под названием «Карпаты».
С 1998 по 2000 год команда принимает участие в чемпионате спортивного общества «Украина», где соответственно занимает 4-е, 3-е и 2-е места.
В 2001 году «Карпаты» возвращаются в первенство области, где по результатам чемпионата стают пятыми, а в 2003 году добывают право повыситься в классе.
В 2004 году «Карпаты» впервые в истории занимают первое место в комплексном зачёте уже среди команд первой лиги. Одновременно с этим яремчанцы представляют область в чемпионате Украины среди любительских команд, где на первом этапе в группе среди чемпионов пяти областей Западной Украины, не проиграв ни одной игри (4 победы, 4 ничьи), занимают первое место.
В 2005 году «Карпаты» завоёвывают бронзовые медали, а в 2006 от пьедестала яремчанцев отделяет только одно очко. В сезоне 2007 года «Карпаты» покоряют таки чемпионскую вершину, победив в дополнительном матче за «золото» ямницкий «Цементник» со счётом 2:1.
Весной 2008 года яремчанцы во второй раз стартуют в любительском чемпионате. На этот раз занимают в зональном турнире третью ступеньку, уступив место в следующем этапе ФК «Лужаны» (будущему победителю) и золочевскому «Соколу».
Четырежды в 2007, 2008, 2009 и 2010 годах «Карпаты» завоёвывали Кубок области.
В 2011 году яремчанцы завоевали Кубок України среди любителей, а с ним и право играть в Кубке Украины. Дойдя до 1/16 финала, яремчанцы в драматическом матче уступили луцкой «Волыни» со счётом 4:5.
После завершения сезона из-за финансовых проблем футбольный клуб «Карпаты» (Яремче) прекратил выступления в соревнованиях, а после годичной паузы вернулся.
В 2014 году после выступлений в Кубке Подгорья «курортники» вновь прекратили своё существование.

## Достижения
- Чемпион Ивано-Франковской области — 2007, 2008, 2009.
- Обладатель кубка Ивано-Франковской области — 2007, 2008, 2009, 2010.
- Обладатель Кубка АЛФУ — 2009.

## Известные игроки
- Антон Луцик